# Oly Yves Roland
 (juin 2021).
La mise en forme du texte ne suit pas les recommandations de Wikipédia : il faut le « wikifier ».
Les points d'amélioration suivants sont les cas les plus fréquents. Le détail des points à revoir est peut-être précisé sur la page de discussion.
- Les titres sont pré-formatés par le logiciel. Ils ne sont ni en capitales, ni en gras.
- Le texte ne doit pas être écrit en capitales (les noms de famille non plus), ni en gras, ni en italique, ni en « petit »…
- Le gras n'est utilisé que pour surligner le titre de l'article dans l'introduction, une seule fois.
- L'italique est rarement utilisé : mots en langue étrangère, titres d'œuvres, noms de bateaux, etc.
- Les citations ne sont pas en italique mais en corps de texte normal. Elles sont entourées par des guillemets français : « et ».
- Les listes à puces sont à éviter, des paragraphes rédigés étant largement préférés. Les tableaux sont à réserver à la présentation de données structurées (résultats, etc.).
- Les appels de note de bas de page (petits chiffres en exposant, introduits par l'outil «  Source ») sont à placer entre la fin de phrase et le point final[comme ça].
- Les liens internes (vers d'autres articles de Wikipédia) sont à choisir avec parcimonie. Créez des liens vers des articles approfondissant le sujet. Les termes génériques sans rapport avec le sujet sont à éviter, ainsi que les répétitions de liens vers un même terme.
- Les liens externes sont à placer uniquement dans une section « Liens externes », à la fin de l'article. Ces liens sont à choisir avec parcimonie suivant les règles définies. Si un lien sert de source à l'article, son insertion dans le texte est à faire par les notes de bas de page.
- La présentation des références doit suivre les conventions bibliographiques. Il est recommandé d'utiliser les modèles {{Ouvrage}}, {{Chapitre}}, {{Article}}, {{Lien web}} et/ou {{Bibliographie}}. Le mode d'édition visuel peut mettre en forme automatiquement les références.
- Insérer une infobox (cadre d'informations à droite) n'est pas obligatoire pour parachever la mise en page.

Pour une aide détaillée, merci de consulter Aide:Wikification.
Si vous pensez que ces points ont été résolus, vous pouvez retirer ce bandeau et améliorer la mise en forme d'un autre article.
Oly Yves Roland est un champion ivoirien de muay thaï et de K1. Né le 4 janvier 1989 à Soubré, il est plus connu sous le pseudonyme de Oly La Machine,.

## Biographie
A l’âge de 12 ans, l'athlète ivoirien Oly La Machine a commencé le Muay Thaï ou « boxe thaïlandaise » ; un sport de combat classé parmi les boxes pieds-poings. Bagarreur de nature, il a trouvé dans cet art martial ancestral un excellent moyen de canaliser son énergie. Dans ce même élan, face à Philippe Quenum en 2013, il remportera le titre de champion de Côte d'Ivoire, à la suite de quoi il se qualifiera pour les championnats du monde avec la sélection nationale ivoirienne.
Plusieurs fois titré dans ces sports à l'échelle nationale et internationale, il est récipiendaire en 2021 d'un prix d’Honneur du gala Annuel du sport ivoirien[source secondaire nécessaire].

## Carrière
Jeune, il est influencé par des films d'actions américains célèbres, notamment Kickboxer qui avait pour acteur principal Jean-Claude Van Damme. Chez les amateurs, il dispute 19 combats pour 14 victoires dont 6 par K.O et 5 défaites. Tandis qu'en carrière professionnelle, il est à 9 victoires dont 8 par K.O et 2 défaites en 11 combats.
Le 27 février 2021, il bat le Camerounais Billy Black et devient champion d'Afrique WBC. Le 18 juin 2021, il perd contre le Franco-polonais Patrick Lisiecki, dans un match qualificatif pour le championnat du monde.
Le 30 octobre 2021, il bat le Camerounais Hermann Siaka pour conserver son titre de champion d'Afrique WBC,,. Le 27 mai 2022, il perd contre le Britannique Lyndon Knowles qui conserve son titre de champion du monde des poids lours WBC.
Il est également président fondateur de l’association ChangDam muaythai team 225, CEO de l’organisation 225FightShow.

## Titres
(juin 2021).
- Si vous ne connaissez pas le sujet, laissez ce bandeau (vous pouvez alors contacter les auteurs).
- Si vous supprimez le contenu mis en cause (vous pouvez préalablement contacter les auteurs),

argumentez précisément cette suppression dans la page de discussion
(un manque de référence n'est pas un argument ; une recherche réelle de référence doit avoir été effectuée, être formellement documentée).

### En K1
2019 : Champion du monde WPKF PRO
2018 : Champion intercontinental MCS fight

### En Muay thai

#### Professionnel
2021 : Champion d’Afrique WBC
2018 : Champion d’Afrique pro 1bet
2017 : Vice champion d’Afrique Olympique Muaythai Ifma
2017 : Champion d’Afrique de l’ouest Lomé Fight night
2016 : Médaillé de bronze mondial IFMA

#### Amateur
2015 : médaillé de bronze mondial IFMA
2015 : Quart de finaliste mondiale IFMA
2013 : Champion de Côte d’Ivoire Muaythai
2012 : Vice Champion de Muaythai Côte d’Ivoire

## Vie privée
Le 10 juin 2021, il est reçu en audience par la Première Dame de Côte d'Ivoire Dominique Ouattara. Quatre jours plus tard, il reçoit le prix d’Honneur de la 1re édition du gala Annuel du sport Ivoirien, cérémonie qui a récompensé plus de 25 personnalités du sport ivoirien notamment Didier Drogba qui a reçu le prix spécial.

## Liens connexes
- Mobio Besse Henri
- Augustin N'Gou
- Khaled Zorkot